# NSWC 9Z-2
NSWC 9Z-2 är ett geografiskt tvådimensionellt koordinatsystem som användes av bland annat av navigationssystemet Transit (Navy Navigation System (Transit) Doppler Reference Frame).